# Ville-du-Pont
Ville-du-Pont est une ancienne commune française située dans le département du Doubs, la région culturelle et historique de Franche-Comté et la région administrative Bourgogne-Franche-Comté. Elle est associée aux communes de Hauterive-la-Fresse, Montbenoît, La Longeville et Montflovin pour former la commune nouvelle de Pays-de-Montbenoît.

## Géographie
Ville-du-Pont fait partie du Saugeais.

### Toponymie
La Ville sur le Pont en 1389, 1449 ; La Ville du Pont en 1614.

### Climat
Pour des articles plus généraux, voir Climat de la Bourgogne-Franche-Comté et Climat du Doubs.
En 2010, le climat de la commune est de type climat de montagne, selon une étude du Centre national de la recherche scientifique s'appuyant sur une série de données couvrant la période 1971-2000. En 2020, Météo-France publie une typologie des climats de la France métropolitaine dans laquelle la commune est exposée à un climat de montagne ou de marges de montagne et est dans la région climatique  Jura, caractérisée par une forte pluviométrie en toutes saisons (1 000 à 1 500 mm/an), des hivers rigoureux et un ensoleillement médiocre.
Pour la période 1971-2000, la température annuelle moyenne est de 7,7 °C, avec une amplitude thermique annuelle de 16,7 °C. Le cumul annuel moyen de précipitations est de 1 530 mm, avec 13,7 jours de précipitations en janvier et 11,4 jours en juillet. Pour la période 1991-2020, la température moyenne annuelle observée sur la station météorologique de Météo-France la plus proche, « Pontarlier », sur la commune de Pontarlier à 14 km à vol d'oiseau, est de 8,8 °C et le cumul annuel moyen de précipitations est de 1 463,6 mm. 
La température maximale relevée sur cette station est de 38 °C, atteinte le 25 juillet 2019 ; la température minimale est de −32 °C, atteinte le 12 janvier 1987,,.
Les paramètres climatiques de la commune ont été estimés pour le milieu du siècle (2041-2070) selon différents scénarios d'émission de gaz à effet de serre à partir des nouvelles projections climatiques de référence DRIAS-2020. Ils sont consultables sur un site dédié publié par Météo-France en novembre 2022.

## Urbanisme

### Typologie
Au 1er janvier 2024, Ville-du-Pont est catégorisée commune rurale à habitat dispersé, selon la nouvelle grille communale de densité à 7 niveaux définie par l'Insee en 2022.
Elle est située hors unité urbaine. Par ailleurs la commune fait partie de l'aire d'attraction de Pontarlier, dont elle est une commune de la couronne,. Cette aire, qui regroupe 54 communes, est catégorisée dans les aires de moins de 50 000 habitants,.

### Occupation des sols
L'occupation des sols de la commune, telle qu'elle ressort de la base de données européenne d’occupation biophysique des sols Corine Land Cover (CLC), est marquée par l'importance des territoires agricoles (58,5 % en 2018), en diminution par rapport à 1990 (59,5 %). La répartition détaillée en 2018 est la suivante : prairies (48,8 %), forêts (40,5 %), zones agricoles hétérogènes (9,7 %), zones urbanisées (0,9 %). L'évolution de l’occupation des sols de la commune et de ses infrastructures peut être observée sur les différentes représentations cartographiques du territoire : la carte de Cassini (XVIIIe siècle), la carte d'état-major (1820-1866) et les cartes ou photos aériennes de l'IGN pour la période actuelle (1950 à aujourd'hui).

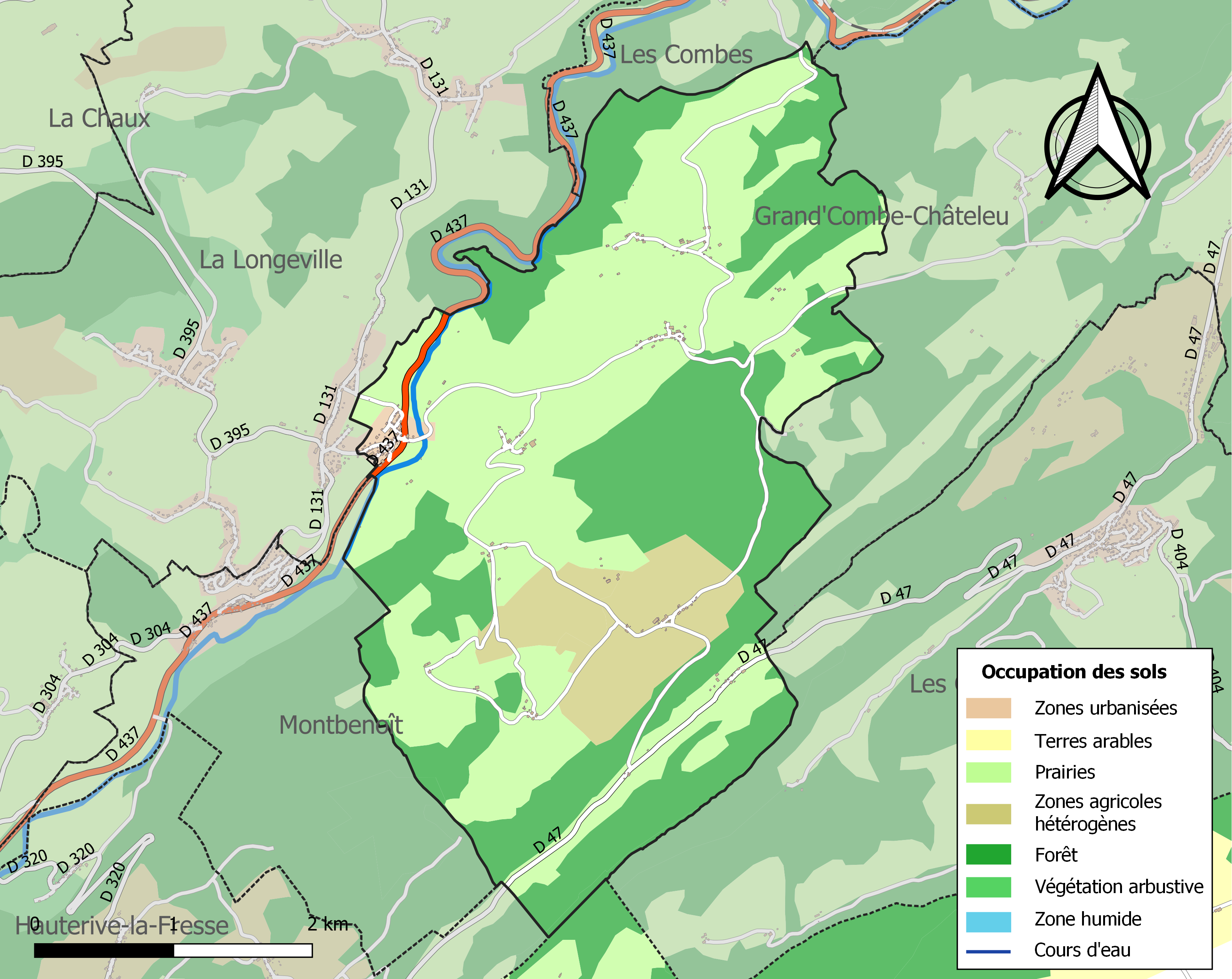
Carte des infrastructures et de l'occupation des sols de la commune en 2018 (CLC).

## Histoire
Les communes de Hauterive-la-Fresse, La Longeville, Montbenoît, Montflovin et Ville-du-Pont, qui s'étaient déjà regroupées dans le cadre   du syndicat du Pays de Montbenoît, et partagent l'école et son périscolaire, l'église (l’abbaye de Montbenoît), le monument aux morts, le gymnase et le bureau de poste, ont décidé de se regrouper formellement afin de réaliser des économies d'échelle et d'obtenir plus facilement des subventions, notamment pour l'abbaye et le patrimoine,,,,
pour former, le 1er janvier 2025, la commune nouvelle de Pays-de-Montbenoît à la suite d'un arrêté préfectoral du 25 septembre 2024.

## Politique et administration
| Période                                  | Période  | Identité                                   | Étiquette | Qualité               |
| ---------------------------------------- | -------- | ------------------------------------------ | --------- | --------------------- |
| juin 1995                                | 2001     | Juliette Bôle-Besançon, épouse Gentilhomme |           |                       |
| mars 2001                                | 2008     | Gérard Faivre                              |           |                       |
| mars 2008                                | en cours | Jacques De Gribaldi                        | DVG       | Professeur des écoles |
| Les données manquantes sont à compléter. |          |                                            |           |                       |

## Démographie
L'évolution du nombre d'habitants est connue à travers les recensements de la population effectués dans la commune depuis 1793. Pour les communes de moins de 10 000 habitants, une enquête de recensement portant sur toute la population est réalisée tous les cinq ans, les populations de référence des années intermédiaires étant quant à elles estimées par interpolation ou extrapolation. Pour la commune, le premier recensement exhaustif entrant dans le cadre du nouveau dispositif a été réalisé en 2004.

En 2022, la commune comptait 326 habitants, en évolution de +7,24 % par rapport à 2016 (Doubs : +1,88 %, France hors Mayotte : +2,11 %).
| 1793 | 1800 | 1806 | 1821 | 1831 | 1836 | 1841 | 1846 | 1851 |
| ---- | ---- | ---- | ---- | ---- | ---- | ---- | ---- | ---- |
| 606  | 650  | 625  | 606  | 735  | 717  | 685  | 719  | 748  |

| 1856 | 1861 | 1866 | 1872 | 1876 | 1881 | 1886 | 1891 | 1896 |
| ---- | ---- | ---- | ---- | ---- | ---- | ---- | ---- | ---- |
| 670  | 631  | 642  | 632  | 643  | 623  | 580  | 592  | 527  |

| 1901 | 1906 | 1911 | 1921 | 1926 | 1931 | 1936 | 1946 | 1954 |
| ---- | ---- | ---- | ---- | ---- | ---- | ---- | ---- | ---- |
| 502  | 470  | 468  | 445  | 400  | 383  | 373  | 366  | 341  |

| 1962 | 1968 | 1975 | 1982 | 1990 | 1999 | 2004 | 2006 | 2009 |
| ---- | ---- | ---- | ---- | ---- | ---- | ---- | ---- | ---- |
| 314  | 300  | 249  | 239  | 246  | 264  | 271  | 262  | 298  |

| 2014 | 2019 | 2022 | - | - | - | - | - | - |
| ---- | ---- | ---- | - | - | - | - | - | - |
| 303  | 336  | 326  | - | - | - | - | - | - |

## Lieux et monuments
- La chapelle Saint-Joseph recensée dans la base Mérimée lors du récolement de 1973[25].
- Plusieurs fermes typiques du Haut-Doubs comprenant un ou deux tuyés et une grange haute, recensées dans la base Mérimée.
- La vallée du Doubs et le défilé d'Entre-Roches.

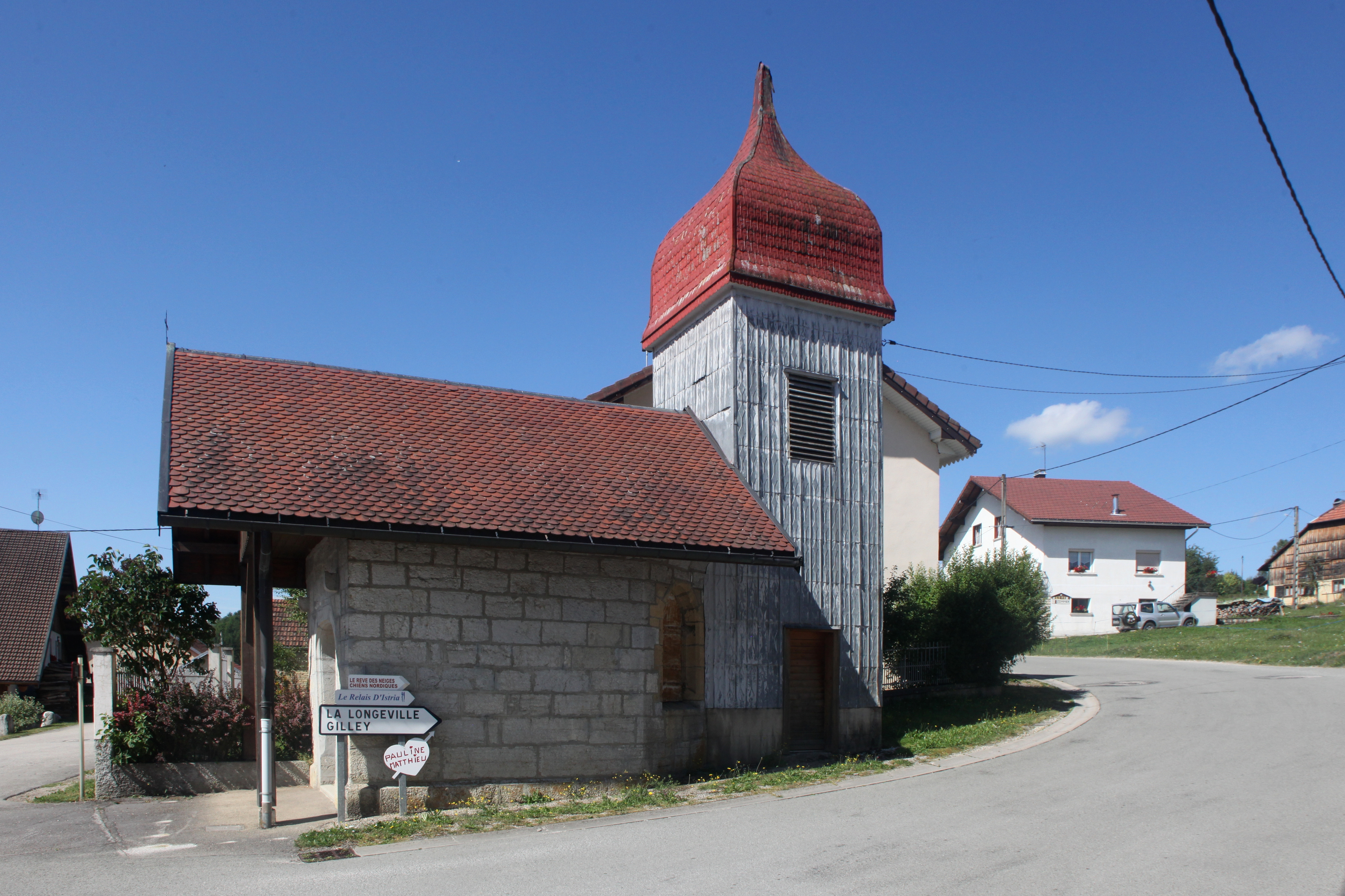
Chapelle Saint-Joseph.
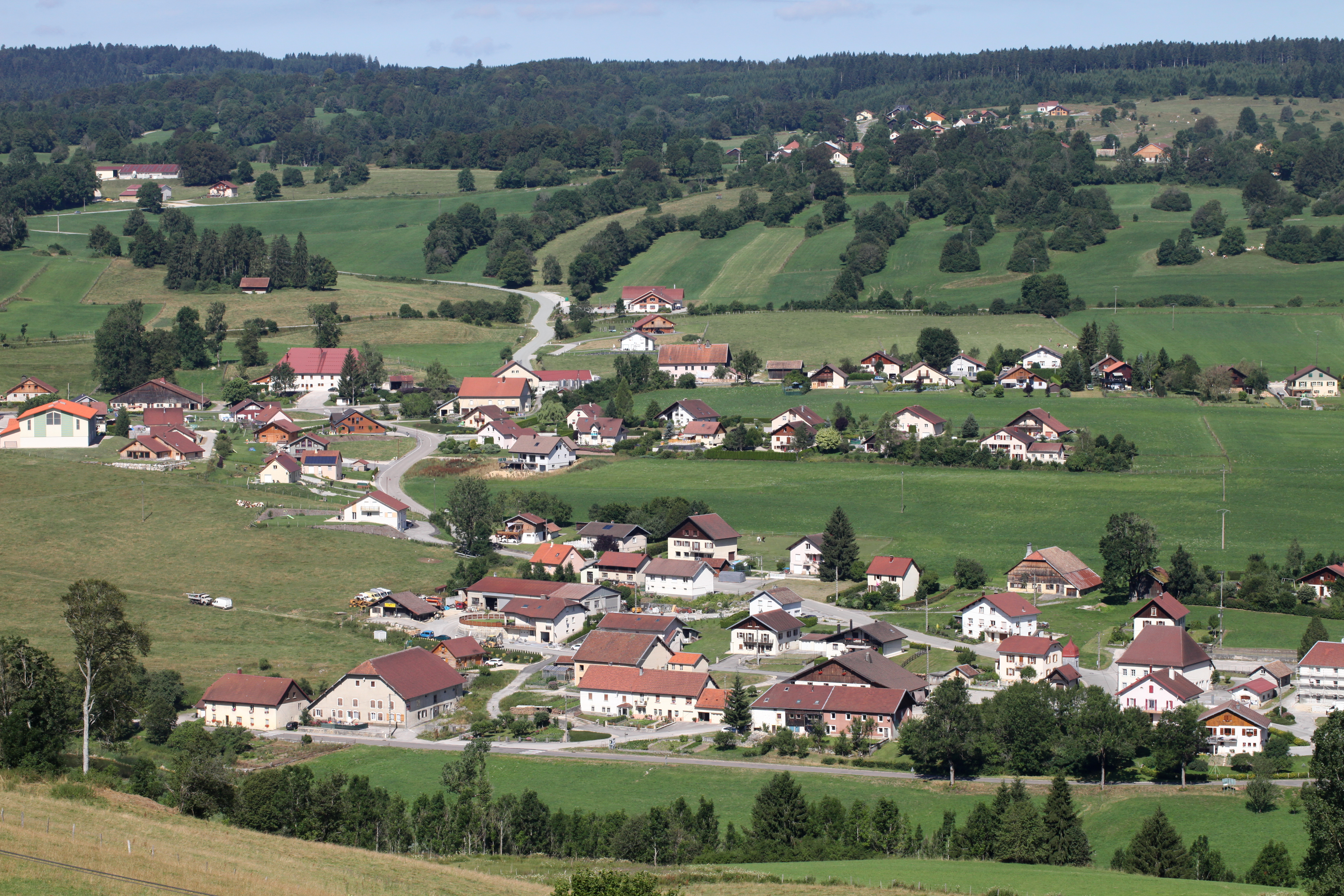
Vue générale.
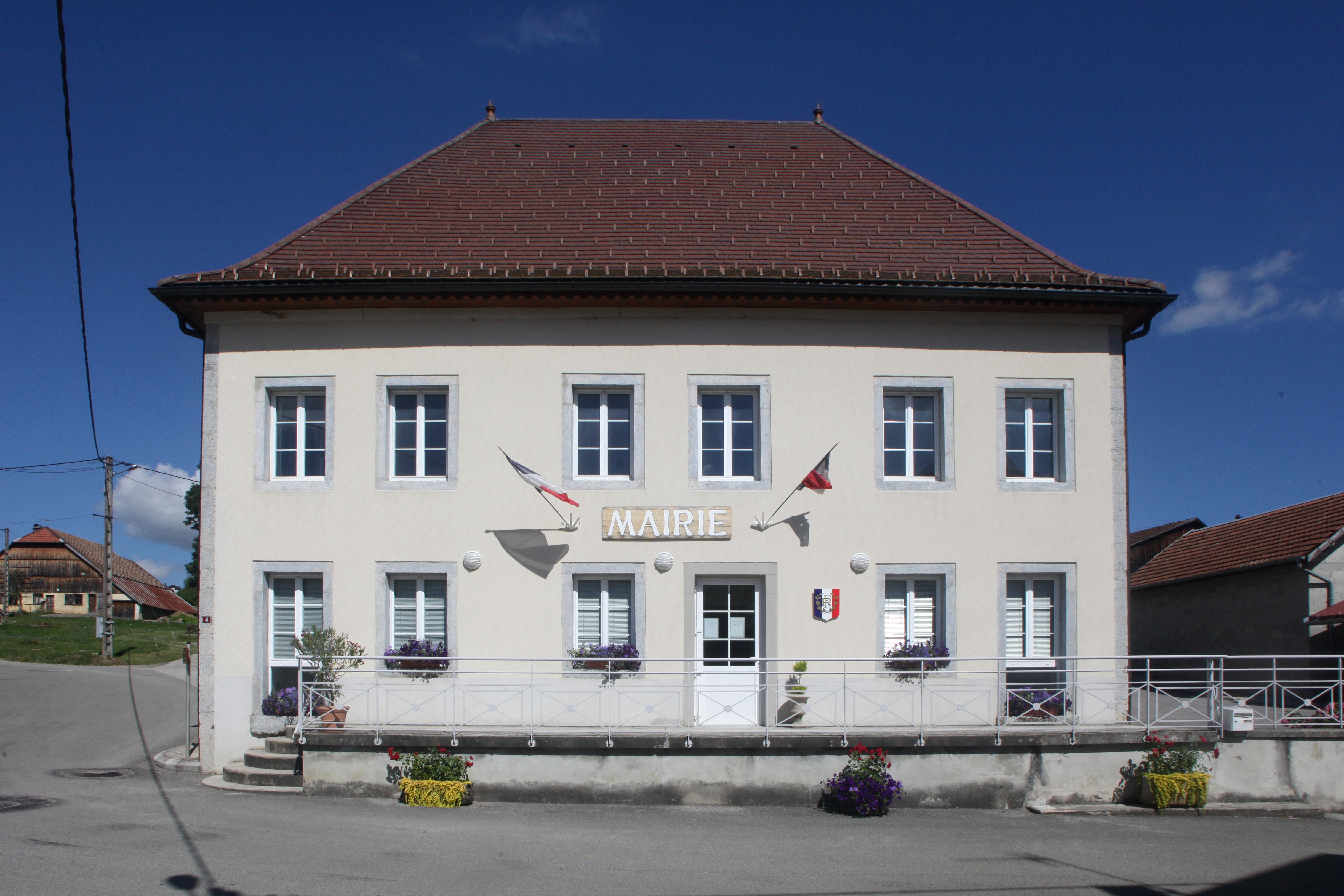
Mairie.
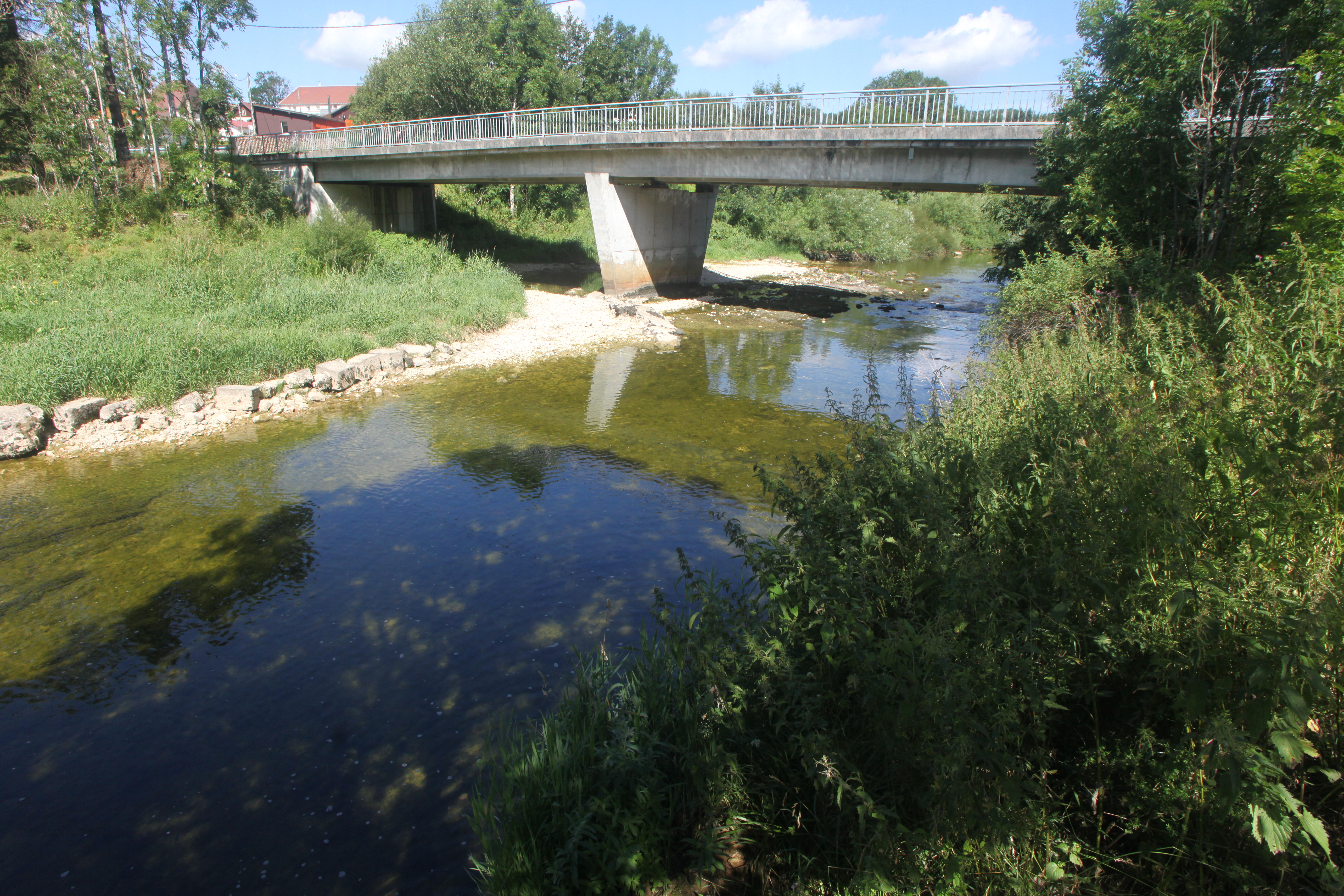
Pont sur le Doubs.

## Personnalités liées à la commune
- François Besand (1767-1845), sculpteur-ornemaniste, est né à Ville-du-Pont.